# Eulogius Böhler
Eulogius Böhler (Spitzname Logi; * 30. Januar 1861 in Bergalingen (Baden); † 5. Juni 1943 in Würzburg) war ein deutscher Kirchenmaler und Restaurator. Seine Werke, insbesondere die Deckengemälde, sind noch heute Teil der Ausstattung vieler fränkischer Kirchen.

## Leben

### Jugend und Wanderjahre (1861 bis 1910)

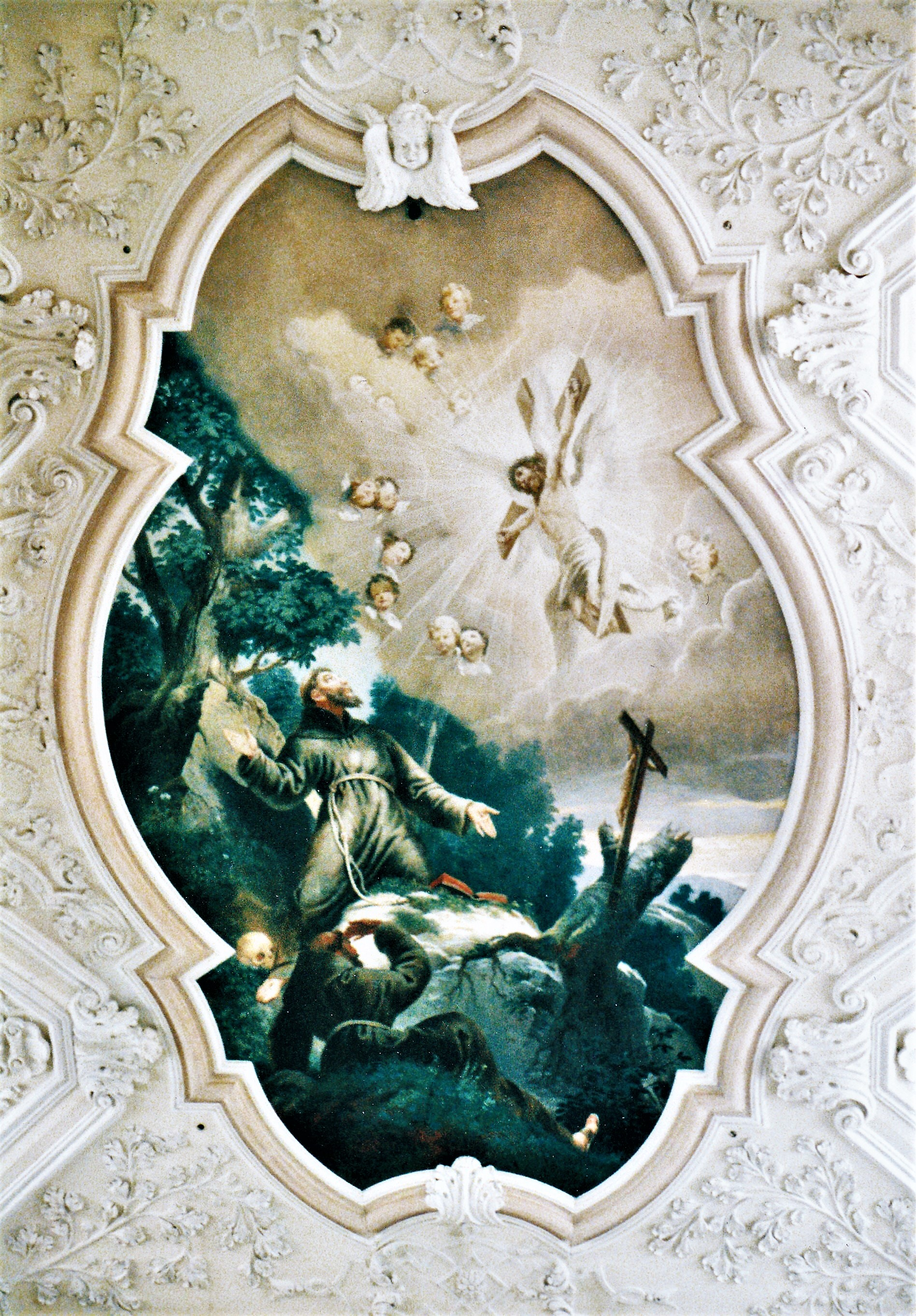
„Stigmatisation des heiligen Franziskus“ von Eulogius Böhler in der Klosterkirche Oberzell (nach 1901)

Eulogius Böhler wurde am 30. Januar 1861 im badischen Bergalingen geboren, das heute Teil der Gemeinde Rickenbach im Hotzenwald ist. Er kam zusammen mit seinem Zwillingsbruder Ignatius als uneheliches Kind einer Katharina und des Chrysostomus Böhler, eines Textilfabrikarbeiters aus Lörrach, auf die Welt. Die Eltern heirateten erst im Jahr 1865. Neben seinem Zwillingsbruder hatte Eulogius weitere Geschwister, von denen jedoch nicht alle das Erwachsenenalter erreichten.
Böhler besuchte zunächst die Volksschule in Lörrach und fiel hier und in der bald folgenden Fortbildungsschule durch sein Zeichentalent auf. Den Eltern war es jedoch finanziell nicht möglich, dem Sohn eine Zeichenausbildung zu finanzieren. Böhler begann daraufhin eine Lehre als Tüncher und Anstreicher. Während dieser Zeit entstanden die ersten Bilder, zuerst „Die Burg Rötteln bei Lörrach“ und „Das Kirchlein im Kaisergebirge“.
Während seiner Wanderjahre zog Böhler zunächst nach München, wo er abends eine Kunstschule besuchte, um sein Talent zu fördern. Im Jahr 1881 kam er zwanzigjährig nach Würzburg. Hier arbeitete er bei Georg Wahler als Gehilfe, konnte allerdings auch als Maler und Restaurator erste Aufträge annehmen. Insbesondere die Restaurierung von Bildern fränkischer Barockmaler wie die der Familie Herrlein, Georg Anton Urlaubs und Januarius Zicks wurden die Spezialgebiete Böhlers.
Gleichzeitig arbeitete Eulogius auch als freier Mitarbeiter für das Atelier Franz Wilhelm Driesler und erwirtschaftete so seine finanzielle Unabhängigkeit. Im Jahr 1888 heiratete er die Würzburgerin Elisabeth Katzenberger, mit der er sechs Söhne und zwei Töchter haben sollte. Die Eheschließung und die Geburt der Kinder führten auch dazu, dass die Familie die kleine Wohnung in der Semmelstraße aufgab und ein eigenes, kleines Haus im Leutfresserweg zu bauen begann.

### Selbstständiger Kirchenmaler (1910 bis 1943)
Im Jahr 1910 hatte Böhler genug Geld verdient, um sich selbstständig zu machen. Die neubarocke Kunstrichtung, die er vertrat, erfreute sich höchster Beliebtheit und Böhler erhielt viele Aufträge durch die katholische Kirche. Allein zwischen 1910 und 1914 steuerte er über zwölf große Ausstattungselemente für fränkische Kirchen bei. Vor allem Deckengemälde und Kreuzwegstationen waren das Spezialgebiet des Würzburgers.
Neben den Kirchenmalereien nahm Böhler bereits in den Jahren zuvor auch vermehrt profane Arbeiten an. So bemalte er 1891 das Konservatorium in Würzburg, die Bilder gingen allerdings 1945 beim Bombenangriff auf die Stadt verloren. Ebenso entstand 1896 ein großes Wandbild für den Sitzungssaal im Klingenberger Rathaus. Für die Bilder in Veröffentlichungen der Hetzfelder Flößerzunft bemühte Böhler auch Anspielungen auf das politische Tagesgeschehen.
Eulogius Böhler engagierte sich in vielen Vereinen seiner neuen Heimatstadt. Neben der Flößerzunft, einer Künstlervereinigung, war Böhler Mitglied im Sängerverein. Ebenso trat er bald nach seiner Ankunft in der Stadt dem kommunalen Ableger des Deutschen Alpenvereins bei und tat sich als Wettkampf-Radfahrer hervor. Die vielen Aufträge, die der hochgeschätzte Kirchenmaler Böhler erhielt, sorgten zugleich für eine solide finanzielle Basis.
Erst mit dem Ausbruch des Ersten Weltkriegs war ein Rückgang der Aufträge zu bemerken. Während des Krieges fiel Böhlers Sohn Rudolf an der Front. Nach dem Krieg musste Böhler zunehmend auch Kirchen außerhalb Frankens bemalen, da die Inflation seine Ersparnisse vernichtet hatte. So trat er in Hessen, Rheinhessen und der Pfalz in Erscheinung. Seine letzte Kirche bemalte er neunundsiebzigjährig im Jahr 1939. Eulogius Böhler starb am 5. Juni 1943 in Würzburg und wurde auf dem Hauptfriedhof beigesetzt.

## Werke (Auswahl)

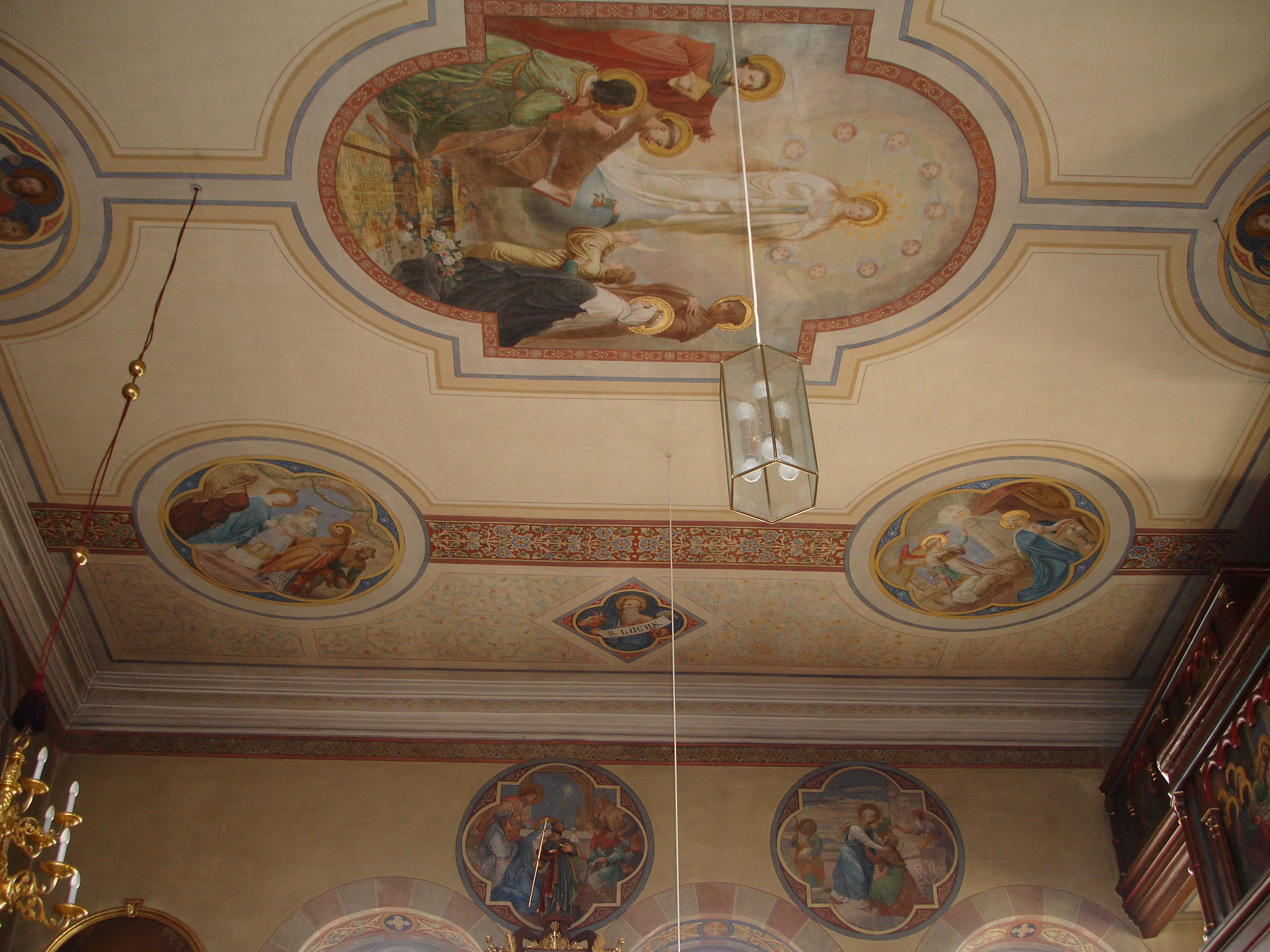
Deckengemälde von Eulogius Böhler in der Wallfahrtskirche „Maria vom Sieg“

Gegen Ende des 19. Jahrhunderts begann Böhler mit Arbeiten in verschiedenen Kirchen des heutigen Mainfrankens und der näheren Umgebung als Künstler in Erscheinung zu treten. Sein letztes Werk schuf er 1939 in Dromersheim im heutigen Rheinland-Pfalz. Die in Schweinfurt erhaltene quadrierte Zeichnung für ein Brauerei-Wandgemälde von 1941 belegt Böhlers produktives Schaffen bis ins hohe Alter, jedoch ist hier nicht nachweisbar, ob es noch zur Ausführung der Malerei kam.
| Ortsname                  | Jahr      | Werk |
| ------------------------- | --------- | --- |
| Alitzheim                 | 1910      | Deckengemälde „Martin, Dreifaltigkeit über Alitzheim“, 4 Kirchenväter, Christussymbol in Strahlengloriole                                      |
| Althausen                 | 1911      | Restaurierung Deckengemälde von 1776 |
| Arnstein                  | 1908      | 6 Bilder an Seitenwänden |
| Arnstein                  | 1931      | Restaurierung Deckengemälde von 1726 |
| Bad Nauheim               | 1931      | Bemalung der Hauskapelle des Kettler-Sanatoriums                                                                                               |
| Biebelried                | 1917      | nicht mehr vorhanden |
| Birkenfeld                | 1913      | Deckengemälde „Streitende und triumphierende Kirche“                                                                                           |
| Birkenfeld                | 1918      | Bergkapelle 4 Kriegergedächtnisbilder |
| Birnfeld                  | 1904      | Deckengemälde „Christi Himmelfahrt“, Gemälde „als um die 6. Stunde eine Finsternis über das Land kam...“                                       |
| Böttigheim                | 1908      | Deckenbild „Mariens Himmelfahrt“, „Mariens Verkündigung“                                                                                       |
| Buchen (Odenwald)         | 1923      | nicht mehr vorhanden |
| Burgfarrnbach             | 1929      | Deckengemälde „Christi Himmelfahrt“, Altarblatt „Tauf Jesu“                                                                                    |
| Dalsheim                  | 1937      | Deckengemälde „Dreifaltigkeit“, „Mariens Himmelfahrt“, „Erzengel Gabriel“                                                                      |
| Dingolshausen             | 1908      | nicht mehr vorhanden |
| Dornheim                  | 1917      | Kleiner Kreuzweg |
| Dromersheim               | 1939      | 2 Deckengemälde „Petrus wandelt zu Jesus auf dem Meer“, „Die Bekehrung des Saulus“                                                             |
| Ebelsbach                 | 1930      | Herz-Jesu-Darstellung |
| Euerhausen                | 1918      | 2 Deckengemälde „Christi Geburt“, „Abendmahl“, „Vier Evangelisten“                                                                             |
| Euerhausen                | 1919      | Kreuzwegstationen |
| Gädheim                   | 1898      | Deckengemälde „Bekehrung des Saulus“, „Letztes Abendmahl“, „Ambrosius mit dem Bienenkorb“, „Papst Gregor der Große“, Kreuzwegstationen         |
| Gaubüttelbrunn            | 1917      | nicht mehr vorhanden |
| Gerlachshausen            | 1914      | St. Ägidius: Deckengemälde „hl. Familie“, „St. Ägidius mit Hirschkuh“, Altarblätter                                                            |
| Gerlachshausen            | 1916      | Kreuzwegstationen |
| Gerolzhofen               | 1910      | Deckengemälde „St. Vitus“ (Spitalkirche) |
| Greßhausen                | 1908      | Wallfahrtskirche „Maria vom Sieg“: „Das Abendmahl“, Wand- und Deckengemälde                                                                    |
| Großbardorf               | 1921      | Deckengemälde, Stationsweg, Kriegergedächtnistafeln                                                                                            |
| Großeibstadt              | 1923      | Stationsweg |
| Großwallstadt             | 1923      | nicht mehr vorhanden |
| Güntersleben              | 1909/1910 | Altar-Flügelbilder „Opfer Abrahams“, „Moses und die eherne Schlange“, „St. Stephanus“, „St. Laurentius“, „Schlüsselübergabe an den hl. Petrus“ |
| Hambrunn                  | 1927      | Altar-Flügelbilder „Maria Immaculata“, „Schmerzhafte Muttergottes“, „hl. Sebastian“, „Gegeißelter Jesus“                                       |
| Hammelburg                | 1914      | Steinthalkapelle: Deckengemälde „Mariä Vermählung“ und „Mariä Himmelfahrt“                                                                     |
| Hundsfeld                 | 1920      | nicht mehr vorhanden |
| Helmstadt                 | 1921      | nicht mehr vorhanden |
| Hendungen                 | 1913      | Deckengemälde „Abendmahl“, „Pfingsfest“, „4 Evangelisten“                                                                                      |
| Heppdiel                  | 1924      | Deckengemälde „Mariens Himmelfahrt“, „Christi Himmelfahrt“                                                                                     |
| Himmelstadt               | 1920      | nicht mehr vorhanden |
| Herrnberchtheim           | 1911      | Deckengemälde „Christi Himmelfahrt“ |
| Höchberg                  | 1909      | Mariä Geburt (Höchberg): Deckengemälde „Mariens Himmelfahrt“                                                                                   |
| Iphofen                   | 1910      | Altarblatt „Dreifaltigkeit“ |
| Karlburg                  | 1910      | nicht mehr vorhanden |
| Kelsterbach               | 1929      | Deckengemälde „Mariens Himmelfahrt“, „Krönung Mariens“, „Sieg der Engel über die Hölle“, mehrere Wandgemälde, mehrere Medaillons               |
| Kleinrinderfeld           | 1909      | Deckengemälde „Heilige Dreifaltigkeit“, Altarbild „St. Martin“                                                                                 |
| Klingenberg am Main       | 1896      | Sitzungssaal Rathaus „Die Stadt Klingenberg“                                                                                                   |
| Knetzgau                  | 1905      | Deckengemälde Restaurierung J.P. Herrlein |
| Kronungen                 | 1912      | Deckengemälde „Die Verurteilung des hl. Laurentius“                                                                                            |
| Lämmerspiel               | 1926      | nicht mehr vorhanden |
| Lindach                   | 1922      | Seitenaltarblatt „hl. Markus“ |
| Lindach                   | 1923      | Deckengemälde „Mariens Himmelfahrt“ |
| Mainz                     | 1929      | nicht mehr vorhanden |
| Mariannhill/Afrika        | 1924      | Altarblätter „Der verlorene Sohn“, „hl. Magdalena“                                                                                             |
| Merkershausen             | 1922      | Restaurierung der Herrleinkirche, Kriegergedächtniskapelle                                                                                     |
| Merkershausen             | 1924      | Gemälde „14 Nothelfer“, „hl. Sebastian“ |
| Münster                   | 1923      | Deckengemälde „St. Martin“, „4 Kirchenlehrer“                                                                                                  |
| Neubrunn                  | 1930      | Deckengemälde „Anbetung der hl. drei Könige“                                                                                                   |
| Neunkirchen               | 1905      | Deckengemälde „Aufnahme Mariens in den Himmel“                                                                                                 |
| Neuses am Sand            | um 1900   | St. Michael (Neuses am Sand): Altarblatt mit Darstellung des Erzengels Michael                                                                 |
| Nordheim vor der Rhön     | 1923      | Deckengemälde „Johannes predigt in der Wüste“, „4 Evangelisten“                                                                                |
| Oberaltertheim            | 1910      | Deckengemälde „Christi Himmelfahrt“, evangelische Kirche                                                                                       |
| Obererlenbach             | 1926      | Deckenbild „Mariae Himmelfahrt“, Deckenbild „St. Martin“, Wandbild „Abendmahl“                                                                 |
| Oberelsbach               | 1896      | Deckengemälde von Johann Peter Herrlein restauriert                                                                                            |
| Oberstreu                 | 1915      | Deckenbild „Gottvater“ |
| Oberstreu                 | 1919      | Bemalung eines Seitenaltars |
| Oberstreu                 | 1922      | Bild „hl. Wendelin“, Kreuzweg |
| Oberwöllstadt             | 1928      | Deckengemälde „hl. Stephan“ |
| Oberzell                  | 1902      | Klosterkirche Gemälde, Restaurierung Gemälde Johannes Zick                                                                                     |
| Offenbach am Main         | 1926      | Marienkirche Stationsweg |
| Pfersdorf                 | 1894      | St. Johannes der Täufer: Deckengemälde „Mariens Himmelfahrt“, 2 Seitenaltarblätter                                                             |
| Pfersdorf                 | 1919      | 2 Gefallenentafeln |
| Prosselsheim              | 1912      | Deckengemälde „Martyrium des hl. Bartholomäus“, „Christi Himmelfahrt“                                                                          |
| Randersacker              | 1913      | Stephanuszyklus, Stationsweg |
| Rimpar                    | 1913      | nicht mehr vorhanden |
| Rockenberg                | 1927      | nicht mehr vorhanden |
| Rohrbach                  | 1915      | Deckengemälde, 12 Apostelbilder, 3 Medaillons                                                                                                  |
| Rottenbauer               | 1911      | Deckengemälde „Jesus als Kind“, 4 Evangelisten                                                                                                 |
| Rottendorf                | 1914      | nicht mehr vorhanden |
| Saal an der Saale         | 1907      | Kreuzweg, Pfarrkirche |
| Saal an der Saale         | 1920      | 4 Bilder, Kriegergedächtniskapelle |
| Sächsenheim               | 1927      | Deckengemälde restauriert |
| Salz                      | 1910      | 8 Wandbilder, Altarblatt „hl. Antonius“, Deckengemälde                                                                                         |
| Schweinfurt               | 1941      | Wandgemälde für die Brauerei Hartmann am Wall / Wallbräu, Ausführung unbekannt (quadrierte Vorzeichnung erhalten)                              |
| Sulzdorf (Giebelstadt)    | 1912      | Deckengemälde, Kreuzweg |
| Sulzdorf (Stadtlauringen) | 1911      | Deckengemälde „Christi Geburt“ |
| Schlierstadt              | 1922      | nicht mehr vorhanden |
| Stadelhofen               | 1922      | nicht mehr vorhanden |
| Steinfeld                 | 1935      | nicht mehr vorhanden |
| Uengershausen             | 1902      | Altarblatt, evangelische Kirche |
| Uettingen                 | unbekannt | Deckengemälde „Christi Himmelfahrt“ |
| Unteraltertheim           | 1910      | nicht mehr vorhanden |
| Untereisenheim            | 1915      | Deckengemälde „Mariens Himmelfahrt“ |
| Vernagthütte              | 1932      | Ölbild „Unsere Liebe Frau im Eis“ |
| Wolkshausen               | 1916      | nicht mehr vorhanden |
| Willanzheim               | 1909      | Gemälde „Aufnahme Mariens in den Himmel“ |
| Würzburg                  | 1891      | Treppenhaus Konservatorium Würzburg nicht mehr vorhanden                                                                                       |
| Würzburg                  | 1909      | Barmherzige Schwestern nicht mehr vorhanden |
| Würzburg                  | 1910      | Pleicher Kirche nicht mehr vorhanden |
| Würzburg                  | 1913      | Heidingsfeld, Altarbilder, evangelische Kirche                                                                                                 |
| Würzburg                  | 1922      | Reurer-Kirche Stationsweg |
| Würzburg                  | 1923      | Reurer-Kirche nicht mehr vorhanden |
| Würzburg                  | 1929      | Salesianer nicht mehr vorhanden |